# Povoletto
Povoletto là một đô thị ở tỉnh Udine trong vùng Friuli-Venezia Giulia thuộc Ý, có cự ly khoảng 70 km về phía tây bắc của Trieste và khoảng 7 km về phía đông bắc của Udine. Tại thời điểm ngày 31 tháng 12 năm 2004, đô thị này có dân số 5.500 người và diện tích là 39 km².
Đô thị Povoletto có các frazioni (đơn vị cấp dưới, chủ yếu là các làng) Salt, Grions del Torre, Bellazoia, Belvedere, Marsure di Sotto, Marsure di Sopra, Magredis, Savorgnano del Torre, Ravosa, Siacco, và Primulacco.
Povoletto giáp các đô thị: Attimis, Faedis, Nimis, Reana del Rojale, Remanzacco, Udine.